# Flower Fall
Der Flower Fall ist ein Wasserfall im Fiordland-Nationalpark auf der Südinsel Neuseelands. Er liegt im Lauf des Epidote Cataract, Überlauf des Lake Iceberg, der in südsüdwestlicher Fließrichtung in den Nordarm des Clinton River mündet. Seine Fallhöhe beträgt 76 Meter.